# Helen Walker
Pour les articles homonymes, voir Walker.
 (septembre 2016).
Helen Walker est une actrice américaine, née le 17 juillet 1920 à Worcester (Massachusetts), morte d'un cancer le 10 mars 1968 à Los Angeles — Quartier de North Hollywood (Californie). 
Ses amis et ses fans la surnommaient « The Honorable Betty Cream » en hommage à son rôle dans La Folle Ingénue (Cluny Brown) d'Ernst Lubitsch.

## Biographie
La carrière cinématographique d'Helen Walker est celle d'un météore. Elle peut se résumer en quelques mots tragiques : célèbre à 22 ans, accidentée et impliquée dans un douloureux procès à 26, elle ne se remit jamais tout à fait de ce drame. Après un méritoire come-back, elle disparut des écrans après que sa maison eut pris feu. Enfin, elle tomba malade et mourut à 47 ans d'un cancer.

### Jeunesse et débuts
Orpheline à l'âge de quatre ans, elle navigue très tôt dans le milieu artistique. On la surnomme, elle et ses sœurs  « les belles filles Walker ».  Après de bonnes études secondaires, elle se fait remarquer à la tête d'une pièce de théâtre construite autour de la vie de Jane Eyre et court sa chance à New York. Engagée comme mannequin pour une entreprise en chemiserie, elle devient la doublure de Dorothy McGuire. Parallèlement, elle décroche un emploi au théâtre, et  joue  à  Broadway en 1942, dans une pièce de Samson Raphaelson, Jason. Ce sera sa seule apparition sur les planches new-yorkaises.

### À la conquête d'Hollywood

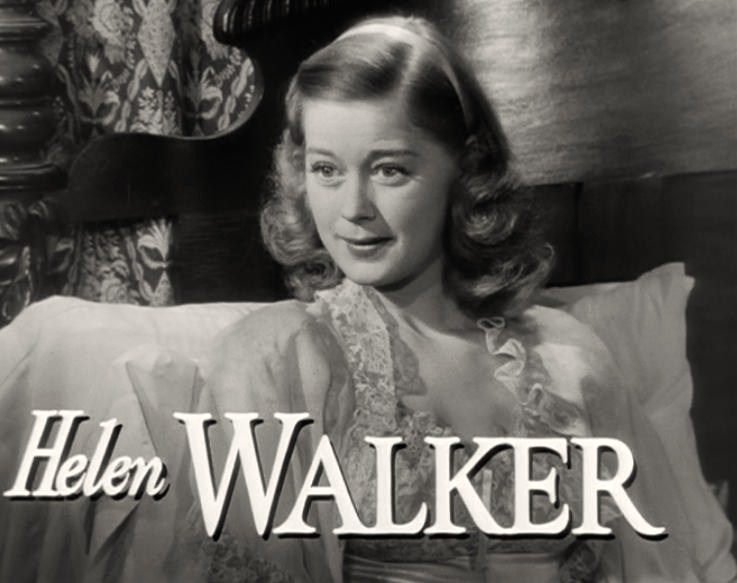
Dans La Folle Ingénue (1946)

Helen arrive à 21 ans à Hollywood. Engagée par la Paramount, elle n'a que huit dollars en poche. Elle se dégage peu à peu du rôle de gourde, de mannequin et d'objet publicitaire que tentent de lui faire jouer les studios et se lie avec Robert Benchley, puis  June Havoc, et enfin se marie à un avocat de la Paramount, Robert Blumhofe, dont elle se sépare sans fracas peu après. Parmi ses relations, on compte Gail Russell, qu'elle initie à la vodka.
En moins de trois ans, Walker enchaîne près de dix films, dont le loufoque Murder, he says de George Marshall (1945). Ils contribuent à lui conférer l'aura d'une actrice aux emplois variés, mêlant tragédie et comique, capable de jouer aussi bien les séductrices que les « deus ex machina ». Après un rôle remarqué dans The Man in Half Moon Street (1945, dirigé par Ralph Murphy), elle tourne dans l'avant-dernier film d'Ernst Lubitsch, Cluny Brown (La Folle Ingénue, 1946). Pendant ces années de guerre, elle participe à l'effort national en enregistrant quelques disques pour l'armée, et en se produisant lors de tournées destinées à remonter le moral des troupes.
En 1946, elle joue dans Nightmare Alley (Le Charlatan, dirigé par Edmund Goulding) le rôle de la psychologue Lilith Ritter. Le film sort l'année suivante.

### L'accident
Mais dans l'intervalle, le jour de la saint Sylvestre 1946, sur la route de Palm Springs (Californie) à Los Angeles, elle prend en stop un jeune militaire, âgé de 21 ans, du nom de Robert E. Lee, et deux autres soldats, Philip Mercado et Joseph Montaldo. L'alcool semble être à l'origine de l'accident qui suit, alors, près de Redlands, alors qu'Helen Walker est au volant. La voiture (propriété du réalisateur 'Lucky' Humberstone) fait plusieurs tonneaux, Robert E. Lee décède, les deux autres auto-stoppeurs sont blessés. Helen Walker est blessée sérieusement (fracture du bassin, de la clavicule, d'orteils). Le procès qui s'ensuit ruine la réputation et la carrière de la star montante. En 1947, elle est accusée d'homicide involontaire, puis relaxée, mais de nouveau harcelée par les deux autres passagers, qui lui réclament 150 000 dollars d'indemnités et la chargent lourdement. Immédiatement, les studios la remplacent par Marjorie Reynolds sur le tournage du film qu'elle avait commencé, Heaven Only Knows d'Albert S. Rogell (sorti en 1947). Lucky Humberstone demeure néanmoins à ses côtés.

### Une rapide fin de carrière

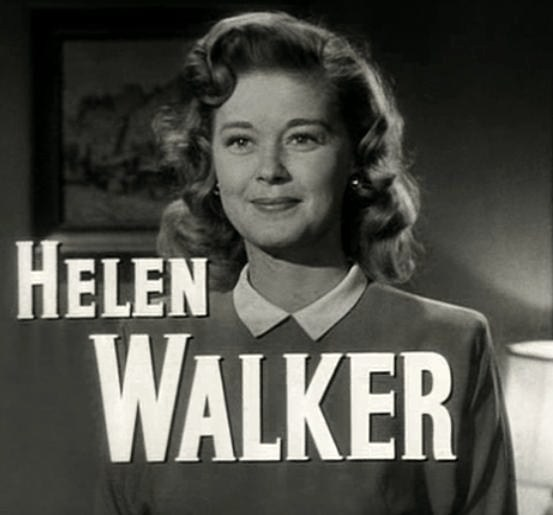
Dans Appelez nord 777 (1948)

En avril 1947, elle renouvelle son contrat avec  la 20th Century Fox. En 1949, elle épouse Edward DuDomaine, un cadre de grand magasin, dont elle se sépare en 1952. Entretemps, elle est entrée au St. John’s Hospital pour subir de premiers soins. 
Bien qu'elle ne démérite pas dans ses interprétations ultérieures, notamment Call Northside 777 (Appelez nord 777, 1948, dirigé par Henry Hathaway), Impact (1949, dirigé par Arthur Lubin), et The Big Combo (Association criminelle, 1955, dirigé par Joseph Lewis), Helen Walker ne retrouve jamais une véritable place dans l'Hollywood des années 1950.  Elle est ce qu'on appelle alors à Hollywood une  « Beauté intelligente ». En 1953, elle se lie avec Bill Hudson.
Lorsqu'elle se retire du cinéma, Helen Walker a joué dans dix-neuf films américains seulement, tous réalisés entre 1942 et 1955. Elle a côtoyé notamment en tant que partenaires Charles Boyer (La Folle Ingénue, 1946), Tyrone Power (Le Charlatan, 1947), James Stewart (Appelez nord 777, 1948), Kirk Douglas (Ma chère secrétaire, 1949), Mickey Rooney (réalisateur de My True Story, 1951) ou encore Cornel Wilde (Association criminelle, 1955, son dernier film). À la fin des années 1950, l'alcool la fait glisser dans la paranoïa et des crises d'évanouissement.
Après son retrait du grand écran en 1955, Helen Walker apparaît encore à la télévision, dans trois séries, en 1956, 1957 et 1960, année où le feu détruit sa maison. Dinah Shore, Hugh O'Brian, Ruth Roman et Vivian Blaine lui offrent les bénéfices d'un gala de soutien. Walker se retire définitivement après ce coup dans un petit appartement de North Hollywood, atteinte d'un cancer de la mâchoire. Elle y meurt en 1968. Sa mère et sa sœur la font enterrer à Boylston.

## Filmographie complète

### Au cinéma

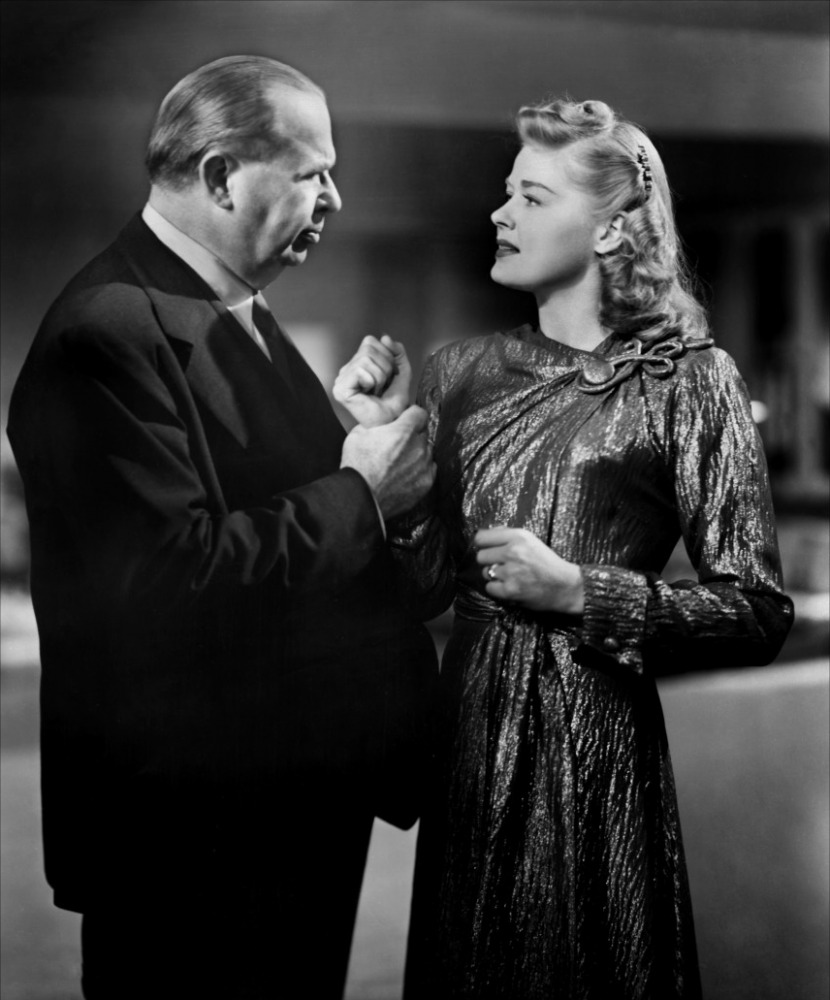
Avec Charles Coburn, dans Impact (1949)

- 1942 : Jordan le révolté (Lucky Jordan) de Frank Tuttle
- 1943 : The Good Fellows de Jo Graham
- 1944 : Abroad with Two Yanks d'Allan Dwan : Joyce Stuart
- 1945 : Le Sérum de longue vie (The Man in Half Moon Street) de Ralph Murphy
- 1945 : Les Millions de Brewster (Brewster's Millions) d'Allan Dwan : Peggy Gray
- 1945 : Un héritage sur les bras (Murder, he says) de George Marshall
- 1945 : Duffy's Tavern d'Hal Walker : elle-même
- 1946 : People are Funny de Sam White
- 1946 : La Folle Ingénue (Cluny Brown) d'Ernst Lubitsch : Elisabeth « Betty » Cream
- 1946 : Her Adventurous Night de John Rawlins
- 1946 : Meurtre au music-hall (Murder in the Music Hall) de John English : Millicent
- 1947 : L'Amour au trot (The Homestretch) d'H. Bruce Humberstone
- 1947 : Le Charlatan (Nightmare Alley) d'Edmund Goulding
- 1948 : Appelez nord 777 (Call Northside 777) d'Henry Hathaway
- 1949 : Ma chère secrétaire (My Dear Secretary) de Charles Martin
- 1949 : Impact d'Arthur Lubin
- 1951 : My True Story de Mickey Rooney
- 1953 : Problem Girls d'Ewald André Dupont
- 1955 : Association criminelle (The Big Combo) de Joseph H. Lewis : Alicia Brown

### À la télévision (séries)
- 1956 : Première série Badge 714 ou Coup de filet (Dragnet), Saison 5, épisode 29 The Big Revision
- 1957 : The 20th Century-Fox Hour, Saison 2, épisode 19 The Marriage Broker de Lewis Allen
- 1960 : Lock Up, Saison 1, épisode 15 The Manly Art of Murder

## Théâtre (à Broadway)
- 1942 : Jason, pièce de (et mise en scène par) Samson Raphaelson, produite par George Abbott, avec Alexander Knox, E. G. Marshall